# Родна (комуна)
Родна (рум. Rodna) — комуна у повіті Бистриця-Несеуд в Румунії. До складу комуни входять такі села (дані про населення за 2002 рік):
- Валя-Вінулуй (235 осіб)
- Родна (6078 осіб) — адміністративний центр комуни

Комуна розташована на відстані 345 км на північ від Бухареста, 39 км на північний схід від Бистриці, 116 км на північний схід від Клуж-Напоки.

## Населення
За даними перепису населення 2002 року у комуні проживали 6313 осіб.
Національний склад населення комуни:
| Національність | Кількість осіб | Відсоток |
| -------------- | -------------- | -------- |
| румуни         | 5628           | 89,1%    |
| угорці         | 582            | 9,2%     |
| цигани         | 88             | 1,4%     |
| німці          | 8              | 0,1%     |
| словаки        | 2              | < 0,1%   |
| поляки         | 2              | < 0,1%   |
| українці       | 1              | < 0,1%   |
| серби          | 1              | < 0,1%   |
| вірмени        | 1              | < 0,1%   |

Рідною мовою назвали:
| Мова      | Кількість осіб | Відсоток |
| --------- | -------------- | -------- |
| румунська | 6152           | 97,4%    |
| угорська  | 143            | 2,3%     |
| циганська | 15             | 0,2%     |
| німецька  | 2              | < 0,1%   |
| сербська  | 1              | < 0,1%   |

Склад населення комуни за віросповіданням:
| Релігія                             | Кількість осіб | Відсоток |
| ----------------------------------- | -------------- | -------- |
| православні                         | 4683           | 74,2%    |
| римо-католики                       | 934            | 14,8%    |
| п'ятдесятники                       | 297            | 4,7%     |
| греко-католики                      | 93             | 1,5%     |
| баптисти                            | 69             | 1,1%     |
| адвентисти                          | 46             | 0,7%     |
| реформати                           | 27             | 0,4%     |
| юдеї                                | 2              | < 0,1%   |
| не релігійні                        | 2              | < 0,1%   |
| лютерани (Аугсбурзького сповідання) | 1              | < 0,1%   |
| атеїсти                             | 1              | < 0,1%   |
| не вказали релігію                  | 12             | 0,2%     |